# Heliozelídeos
Heliozelídeos (Heliozelidae) é uma família de insectos da ordem Lepidoptera.